# 추락은 천천히
추락은 천천히는 대한민국의 슈게이징 음악가 브로큰티스의 두번째 정규 음반이다. 2023년 2월 23일 발매되었다.

## 평가
| 전문가 평가  | 전문가 평가 |
| 평가 점수    | 평가 점수   |
| 출처         | 점수        |
| ------------ | ----------- |
| Sputnikmusic | 4.0/5       |

대중음악 평론가 서정민갑은 이 음반을 두고 "음악은 추락의 순간마저 아름답게 형상화해냄으로써 그 순간을 경험하고 감당한 모든 이들의 편에 선다."라고 표현했다. 음악취향Y의 유성은은 음반의 수록곡 138을 두고 "서정적인 멜로디와 여린 목소리는 겨우 들릴듯 말듯 하고 공간의 대부분은 일렉기타의 노이지한 스트로크 사운드가 차지하고 있으며 혼돈스런 머릿 속에서 왠지 초기 라디오헤드의 앨범을 들을 때 느낄수 있던 아련함이나 안타까움 같은 감정들이 휘몰아친다."라고 평가한 바 있다.

## 곡 목록
| #            | 제목                                      | 재생 시간 |
| ------------ | ----------------------------------------- | --------- |
| 1.           | 〈해는 지고 있는데 (The Sun is Setting)〉 | 5:00      |
| 2.           | 〈138〉                                   | 4:34      |
| 3.           | 〈Walkerrrr…〉                            | 2:56      |
| 4.           | 〈노을폭격 (Sunset Strike)〉              | 5:06      |
| 5.           | 〈동상이몽 (Two Lines)〉                  | 4:21      |
| 6.           | 〈추락 (Sleepwalk to Sink)〉              | 6:12      |
| 7.           | 〈Farewell to a Long Night〉              | 2:19      |
| 8.           | 〈Heaven Express(again)〉                 | 4:46      |
| 9.           | 〈Spring〉                                | 7:27      |
| 10.          | 〈잠수병 (How to Avoid the Bends)〉       | 4:38      |
| 총 재생 시간 | 총 재생 시간                              | 47:19     |